# Wyszczerzka
Wyszczerzka (Calostemma R.Br.) – rodzaj roślin z rodziny amarylkowatych, obejmujący trzy gatunki, występujące endemicznie w Australii na obszarze Nowej Południowej Walii, Queensland, Wiktorii i Australii Południowej, gdzie zasiedlają przełęcze i wąwozy wzgórz granitowych, obszary nadrzeczne i zalewowe lub tereny pagórkowate z łąkami lub lasami.

## Morfologia

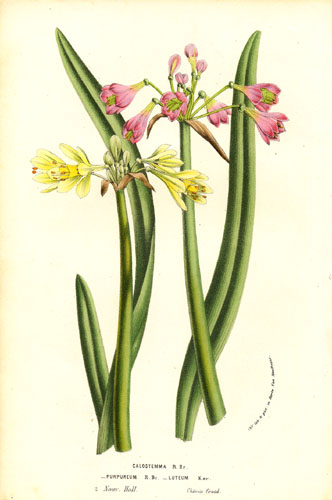
Budowa roślin

PokrójWieloletnie rośliny zielne.
PędNiemal kulista cebula chroniona łuskami zewnętrznymi.
LiścieLiście odziomkowe, równowąskie, roczne, wyrastające po przekwitnięciu rośliny, o szerokości do 9 mm (C. luteum) lub do 18-19 mm u pozostałych gatunków. Użyłkowanie liścia równoległe.
KwiatyWonne, promieniste, zebrane w baldach, wyrastający na głąbiku. Kwiatostany wsparte są 1 (C. abdicatum), dwiema (C. luteum) lub trzema (C. purpureum) wąskojajowatymi podsadkami. Okwiat lejkowaty, lekko rozłożysty, purpurowoczerwony lub różowy z białą lub jasnoróżową nasadą (C. abdicatum), złotawy do zielonkawożółtego, niekiedy z różową nasadą (C. luteum) lub purpurowoczerwony, różowy lub biały (C. purpureum). Listki okwiatu zrośnięte u nasady, odwrotniejajowate, tępe, z nasadzonym kończykiem (mukronianowe), o długości 11-19 mm (C. purpureum) lub ok. 18-31 mm (u pozostałych gatunków). Sześć pręcików o nitkach wolnych (C. abdicatum) lub rozszerzonych i całkowicie lub częściowo zrośniętych, tworzących strukturę przypominającą przykoronek. Zalążnia dolna, kulista, jednokomorowa, zawierająca dwa zalążki.
OwoceNiemal kuliste torebki, jednonasienne, pękające nieregularnie w miarę wzrostu nasiona. Nasiona duże, kuliste do jajowatych, jędrne, soczyste, zielone, przypominające bulwki.

## Systematyka

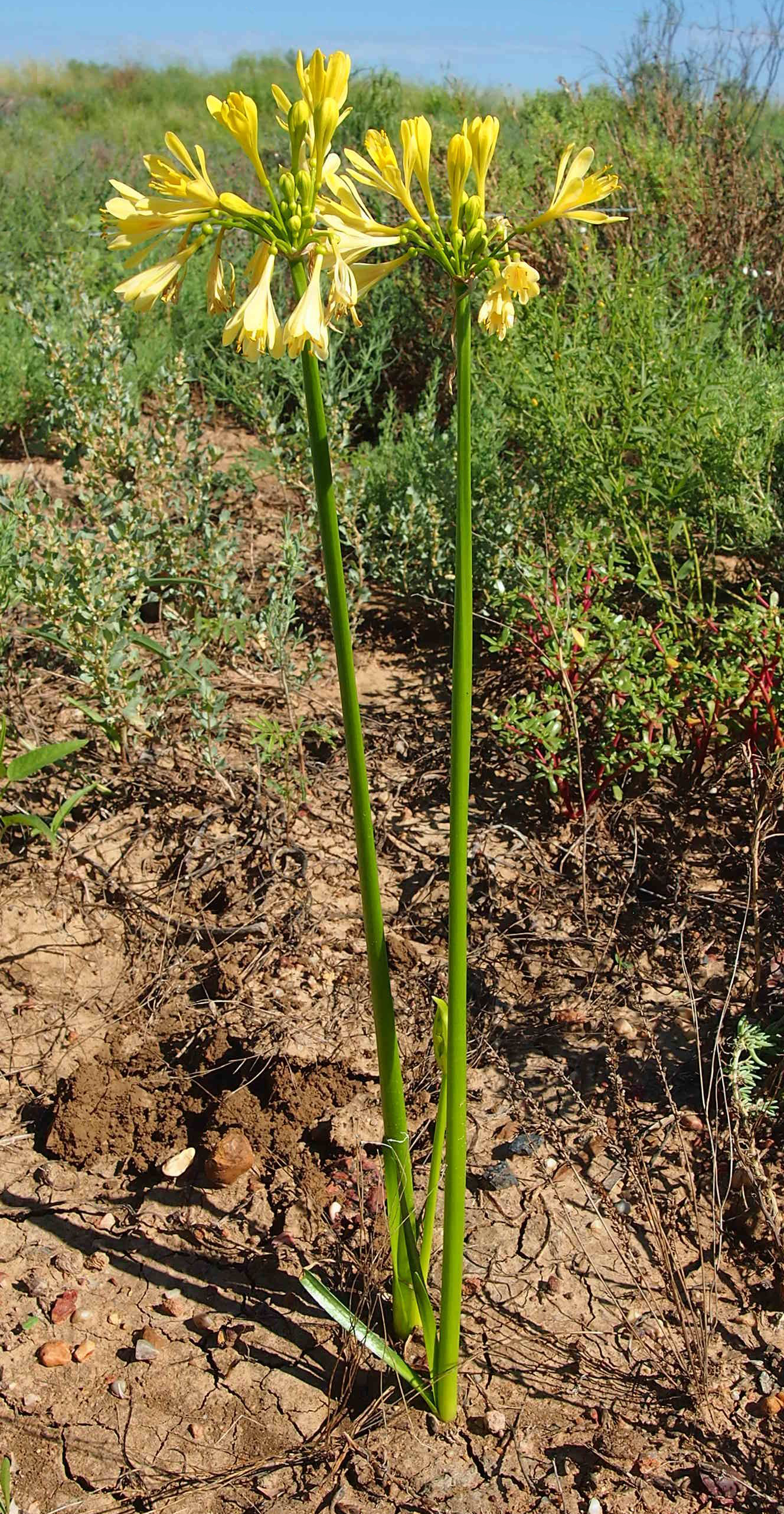
Calostemma luteum

Pozycja systematycznaRodzaj z plemienia Calostemmateae, podrodziny amarylkowych Amaryllidoideae z rodziny amarylkowatych Amaryllidaceae.
Wykaz gatunków
- Calostemma abdicatum P.J.Lang
- Calostemma luteum Sims
- Calostemma purpureum R.Br.

## Nazewnictwo
Etymologia nazwy naukowejNazwa naukowa rodzaju pochodzi od greckich słów καλος (kalos – dobry, piękny) i στέμμα (stemma – korona.
Nazwy zwyczajowe w języku polskimPolska nazwa rodzaju Calostemma: wyszczerzka, wskazana została w Słowniku nazwisk zoologicznych i botanicznych polskich... Erazma Majewskiego wydanym w roku 1894, a także w Słowniku polskich imion rodzajów oraz wyższych skupień roślin z roku 1900 Józefa Rostafińskiego. W obu przypadkach nazwa ta podana została za opracowaniem Ignacego Czerwiakowskiego Catalogus plantarum quae in C.R. horto botanico Cracoviensi anno 1864.

## Zastosowanie
Aborygeni australijscy z ludu Budjiti spożywają cebule C. purpureum, a liście tej rośliny używają do produkcji bandaży. Okazjonalnie uprawiane jako rośliny ozdobne.